# Werner Kunze (Politiker)
Werner Kunze (* 10. April 1909 in Schildhorst; † 19. Mai 1986 in Lüneburg) war ein deutscher Verwaltungsbeamter und Politiker (SPD).

## Leben und Beruf
Nach dem Besuch der Volksschule und dem Gymnasium sowie der Verwaltungsprüfung arbeitete Kunze von 1927 bis 1938 als Sachbearbeiter in der Arbeitsverwaltung. Er nahm von 1939 bis 1945 als Soldat am Zweiten Weltkrieg teil und betätigte sich nach dem Kriegsende erneut in der Arbeitsverwaltung. Nachdem er 1952 als Regierungsrat in den Dienst des Landes Niedersachsen übernommen worden war, fungierte er als Polizeipräsident in Wilhelmshaven. 1959 erhielt er seine Ernennung zum Ministerialrat. Anschließend wirkte er als Referent für Zivilverteidigung im niedersächsischen Innenministerium.

## Partei
Kunze trat 1927 in die SPD ein, die 1933 von den Nationalsozialisten verboten wurde. 1945 zählte er zu den Mitbegründern der Sozialdemokraten in Wolfsburg und Gifhorn. Hier war er später Orts- und Kreisvorsitzender der Partei.

## Abgeordneter
Kunze war Ratsmitglied der Stadt Wolfsburg und Kreistagsmitglied des Landkreises Gifhorn. Von 1947 bis 1951 war er Mitglied des Niedersächsischen Landtages. Dem Deutschen Bundestag gehörte er von 1965 bis 1969 an. Er war über die Landesliste Niedersachsen ins Parlament eingezogen.

## Öffentliche Ämter
Kunze amtierte seit 1946 als Landrat des Landkreises Gifhorn und 1946/47 als Bürgermeister der Stadt Wolfsburg.